# Tom Addison
Pour les articles homonymes, voir Addison.
(en) Statistiques sur pro-football-reference
Thomas Marion Addison, né le 12 avril 1936 à Lancaster, en Caroline du Sud et mort le 14 juin 2011 à Bluffton, également en Caroline du Sud est un joueur professionnel américain de football américain (1960-1967) et un dirigeant syndical du sport. Il est membre du South Carolina Athletic Hall of Fame.
Au niveau professionnel, il joue toute sa carrière avec les Patriots de Boston de l'American Football League (AFL) et au niveau universitaire pour les Gamecocks de l'université de Caroline du Sud.
En janvier 1964, il est élu comme premier président de l'association des joueurs de l'AFL.

## Carrière universitaire
En sortant de la Lancaster High School Addison s'inscrit à l'université de Caroline du Sud en 1954 et y joue comme defensive tackle dans l'équipe freshman des Gamecocks durant sa première année. Pour son année sophomore, il rejoint l'équipe première, sous les ordres de l'entraîneur principal, Rex Enright (en). Au cours de la saison, il réalise un sack, qui provoque une perte de 8 yards, sur le quarterback des Tigers de l'université de Clemson, Don King. Warren Giese reprend les rênes de l'équipe et Addison est réserviste pendant son année junior, en 1956, mais participe à quelques matchs comme titulaire durant la saison suivante, son année senior. Il effectue sept tackles, dont deux provoquant une perte de yards, lors du match contre les Tigers de Clemson, le 24 octobre 1957. Pour ses performances au cours de la saison, Addison est sélectionné dans la deuxième équipe All-ACC par l'Associated Press.

## Carrière professionnelle
Addison est sélectionné par les Colts de Baltimore de la National Football League (NFL), au 12e tour (141e choix) et les Rough Riders d'Ottawa de la Ligue canadienne de football (CFL), mais n'est pas retenu par les Colts.
Lors de la saison 1959, il fait partie de l'équipe d'entraînement des Eagles de Philadelphie. Il entre aux camps d'entraînements de la saison 1960 des Eagles, mais il est finalement libéré et envoyé aux Broncos de Denver de la nouvelle American Football League (AFL). Les Broncos l'échangent avec  les Bills de Buffalo qui, quelques jours plus tard l'envoient aux Patriots de Boston, où il signera finalement un contrat.
Considéré comme un leader de la nouvelle équipe, Addison est choisi comme capitaine de l'équipe, et est nommé dans l'équipe All-Star de l'AFL pendant quatre années consécutives (1961-1964),, tout en étant l'un des premiers joueurs à être sélectionné pour faire partie de l'équipe All-League des Patriots (en 1960). Il est également joueur All-League de Sporting News en 1963 et 1964,, et membre de l'équipe AFL Eastern Division All-Star en 1961 et 1962. Avec seize interceptions en carrière (dont une pour un touchdown), il est considéré comme l'un des meilleurs linebacker de l'AFL contre la course au milieu des années 1960.
Addison participe à tous les matchs des Patriots de 1961 à 1966 (108 matchs), et aurait pu augmenter ce total s'il n'avait pas subi ce qui s'est avéré être une blessure au genou qui a mis fin à sa carrière. Le 18 juin 1968, il est libéré par les Patriots après que les médecins de l'équipe déclarent qu'il risque de subir des dommages supplémentaires en jouant après avoir subi deux opérations au genou. Addison est sélectionné par un vote des fans des Patriots en 1971 comme membre de l'équipe Patriots All-1960's AFL Team.

## Leader syndical
Le 14 janvier 1964, les joueurs de l'American Football League forment l'AFL Players Association, et Addison est élu premier président de l'union.
À la recherche d'une protection pour les joueurs, Addison met au point un ensemble de prestations comprenant une assurance et un régime de retraite pour les joueurs.
Avec une association de joueurs en place, les joueurs nouvellement recrutés par les équipes de l'AFL dans la « guerre entre les ligues » pouvaient être assurés d'une représentation et d'une protection au sein de l'AFL qui sont égales à celles de l'ancienne ligue. Le travail d'Addison est un élément important dans la survie de la ligue, et aide l'AFL à pouvoir rivaliser pour attirer les meilleurs talents, et à s'imposer comme l'avenir du football professionnel.